# District de Bonyhád
Le district de Bonyhád (en hongrois : Bonyhádi járás) est un des 6 districts du comitat de Tolna en Hongrie. Il compte 31 582 habitants et rassemble 25 localités : 23 communes et 2 villes dont Bonyhád, son chef-lieu.
Cette entité existait déjà auparavant, d'abord sous le nom de  Völgységi járás puis sous son nom actuel depuis la réorganisation territoriale de 1950. Le district a disparu en 1978.

## Localités
- Aparhant
- Bonyhád
- Bonyhádvarasd
- Bátaapáti
- Cikó
- Felsőnána
- Grábóc
- Györe
- Izmény
- Kakasd
- Kisdorog
- Kismányok
- Kisvejke
- Kéty
- Lengyel
- Mucsfa
- Murga
- Mórágy
- Mőcsény
- Nagymányok
- Nagyvejke
- Tevel
- Váralja
- Zomba (Tolna)
- Závod